# Franz Christian von Glasenapp
Franz Christian von Glasenapp (* um 1712; † 28. März 1771 in Pollnow) war ein preußischer Landrat. Er stand von 1749 bis um 1764 dem Kreis Schlawe-Pollnow in Hinterpommern vor.

## Leben
Er stammte aus der uradligen pommerschen Familie von Glasenapp. Sein Vater Franz von Glasenapp (* um 1680; † 1737) war Landrat im Kreis Demmin-Treptow. Seine Mutter war Esther Dorothea geborene von Podewils. 
Franz Christian von Glasenapp studierte ab 1733 an der Universität Greifswald. Er immatrikulierte sich gleichzeitig mit seinen Brüdern, darunter Peter von Glasenapp, der später wie der Vater Landrat im Kreis Demmin-Treptow wurde. 
1738 wurde Franz Christian von Glasenapp Regierungsrat in Stettin. 1744 wechselte er als Hofgerichtsrat an das Hofgericht Köslin. 1749 wurde er Landrat des Kreises Schlawe-Pollnow, wobei er das Prädikat Regierungsrat führen durfte. Um 1764 nahm er seinen Abschied, angeblich wegen Krankheit, doch bemühte er sich 1765 – wenn auch vergeblich – um die Stelle des Amtshauptmanns in Bublitz. Er starb 1771. 
Beim Tode seines Onkels Joachim Ernst von Glasenapp fiel das alte Glasenappsche Lehen Pollnow, das das Schloss, das Vorwerk, die Gerichtsbarkeit über die Stadt Pollnow, das Bauerndorf Jatzingen und vieles mehr umfasste, an Franz Christian von Glasenapp und seine fünf Brüder, nach einem Vergleich von 1738 an Franz Christian von Glasenapp allein. Ferner besaß Franz Christian von Glasenapp das Dorf Rochow. Nach seinem Tode kam es zu einem Konkursverfahren, in dem der Oberst Friedrich Ernst von Wrangel Pollnow und die übrigen Güter erwarb.
Er war mit Anna Clara von Glasenapp verheiratet.